# Kościół Matki Bożej Częstochowskiej w Piastowie
Kościół Matki Bożej Częstochowskiej w Piastowie – rzymskokatolicki kościół parafialny należący do dekanatu pruszkowskiego archidiecezji warszawskiej.

## Historia

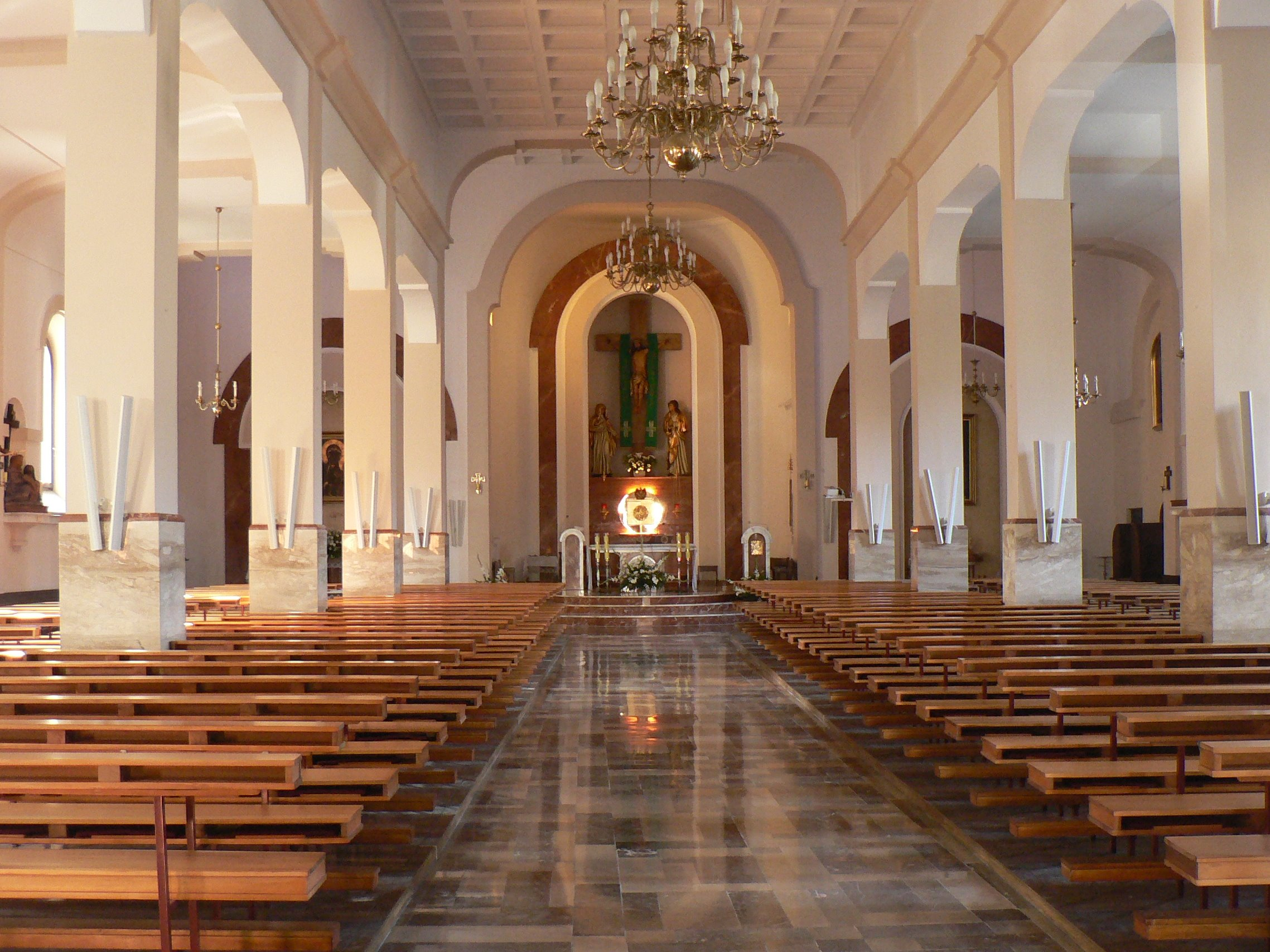
Wnętrze świątyni

Kościół został zaprojektowany przez architekta Władysława Topolnickiego. Projekt świątyni został zatwierdzony przez Ministerstwo Robót Publicznych w dniu 11 listopada 1924 roku. Prace przy wykopie fundamentów rozpoczęły się w dniu 14 września 1924 roku. Plac pod budowę świątyni został zapisany przez pana Sonina na rzecz warszawskiej kurii metropolitalnej, aktem sporządzonym przez rejenta hipotecznego w dniu 13 maja 1924 roku. W połowie czerwca 1925 roku rozpoczęła się budowa ścian i filarów, w październiku tego samego roku zaczęto budowanie dachu. W 1926 roku został ukończony dach, zostało wyciągnięte wiązanie wieżowe, otynkowano ściany w prezbiterium oraz wybudowano ołtarz. W dniu 10 października 1926 roku kościół został poświęcony i otrzymał wezwanie Matki Bożej Częstochowskiej. W dniu 1 lipca 1928 roku została erygowana nowa parafia Matki Bożej Częstochowskiej w Piastowie. Jej pierwszy proboszcz, ksiądz Antoni Montak rozpoczął wykańczanie wnętrza świątyni. Zostały otynkowane ściany w nawach, wzniesiona została ambona, ołtarze boczne, wykonane zostały konfesjonały i kredens do zakrystii. Po II wojnie światowej liczba mieszkańców parafii wzrosła o 9700. Dlatego ówczesny proboszcz, ksiądz Stanisław Piechowski, złożył w warszawskiej kurii archidiecezjalnej podanie z prośbą o pozwolenie na powiększenie kościoła. Projekt rozbudowy wykonany przez inżyniera architekta Feliksa Dzierżanowskiego został zatwierdzony przez Wydział Budownictwa i Urbanistyki w Warszawie w dniu 28 sierpnia 1963 roku. Prace polegały na przebudowie prezbiterium, powiększeniu naw, wyburzeniu starych murów. Drewniane sklepienie zostało zastąpione przez żelbetowe. Kolejna rozbudowa świątyni według projektów inżynierów architektów Jerzego Szczepkowskiego i Andrzeja Weteski, wykonanych w 1985 roku, rozpoczęła się w 1986 roku od wzniesienia kruchty i wieży. W 2001 roku zakończyła się budowa dwóch wież. W dniu 26 sierpnia 2008 roku ksiądz kardynał Kazimierz Nycz uroczyście poświęcił kościół.